# 韦登多弗塞
韦登多弗塞（德語：Wedendorfersee，意为“韦登多夫的湖”）是德国梅克伦堡-前波美拉尼亚州的一个市镇。总面积24.88平方公里，总人口684人，其中男性352人，女性332人（2011年12月31日），人口密度27人/平方公里。